# Czaplowce
Czaplowce (Ardeae) – podrząd ptaków z rzędu pelikanowych (Pelecaniformes).

## Systematyka
Do podrzędu należy jedna rodzina:
- Ardeidae – czaplowate